# Matthew Okoh
Matthew Okoh (* 19. Mai 1972 in Washington, D.C.) ist ein ehemaliger US-amerikanischer Fußballspieler, der in seiner Heimat und in Deutschland aktiv war.

## Karriere
Okoh kam zur Saison 1996/97 zum TSV 1860 München in die Bundesliga, wurde aber nur an den zwei letzten Spieltagen gegen den Karlsruher SC und Werder Bremen jeweils eingewechselt. Die Löwen verloren beide Spiele mit je 0:3. In der darauffolgenden Saison spielte er nur noch für die Amateurmannschaft der Löwen und wechselte in der Winterpause zur SpVgg Unterhaching in die 2. Bundesliga. Anschließend spielte er zuerst für Colorado Rapids dann für New England Revolution in der Major League Soccer.
Im November 2022 trainierte Okoh für zwei Wochen die erste Männermannschaft des MSV Pampow bei Schwerin in Mecklenburg-Vorpommern.